# (473110) 2015 HN173
(473110) 2015 HN173 es un asteroide perteneciente al cinturón de asteroides, descubierto el 24 de febrero de 2006 por el equipo del Catalina Sky Survey desde el Catalina Sky Survey, Arizona, Estados Unidos.

## Designación y nombre
Designado provisionalmente como 2015 HN17.

## Características orbitales
2015 HN173 está situado a una distancia media del Sol de 2,684 ua, pudiendo alejarse hasta 3,347 ua y acercarse hasta 2,020 ua. Su excentricidad es 0,247 y la inclinación orbital 11,09 grados. Emplea 1606 días en completar una órbita alrededor del Sol.

## Características físicas
La magnitud absoluta de 2015 HN173 es 16,7.